# Bolotene, Stanîcino-Luhanske
Bolotene (în ucraineană Болотене) este un sat în comuna Valuiske din raionul Stanîcino-Luhanske, regiunea Luhansk, Ucraina.

## Demografie
Componența lingvistică a localității Bolotene
     Rusă (91,95%)
     Ucraineană (5,75%)
Conform recensământului din 2001, majoritatea populației localității Bolotene era vorbitoare de rusă (91,95%), existând în minoritate și vorbitori de ucraineană (5,75%).